# Sergej Sokolov
Sergej Leonidovitsj Sokolov (Russisch: Сергей Леонидович Соколов) (Jevpatorija, 1 juli 1911 – Moskou, 31 augustus 2012) was een Oekraïens-Russisch militair, maarschalk en minister van Defensie van de Sovjet-Unie tussen 1984 en 1987.

## Biografie
Sokolov diende in 1938 in de Slag om het Chasanmeer en hierna in de Tweede Wereldoorlog. Hij werkte zich op tot maarschalk van de Sovjet-Unie. Deze titel verkreeg hij in 1978. Tussen 1984 en 1987 was hij minister van Defensie. Door de affaire rond piloot Mathias Rust werd hij in deze functie ontslagen door Michail Gorbatsjov. In 2001 werd hij ereburger van de Krimrepubliek.
In 2012 overleed hij op 101-jarige leeftijd. Zijn vrouw was drie dagen voor hem overleden. Ze waren zeventig jaar getrouwd. Sokolov kreeg een begrafenis met militaire eer op de Novodevitsjibegraafplaats in Moskou.
- Gemeinsame Normdatei: 129965979
- International Standard Name Identifier: 0000 0003 8586 2437
- Library of Congress Control Number: n86009812
- Nationale Bibliotheek van Tsjechië: js2010581301
- Virtual International Authority File: 10939367
- WorldCat: E39PBJh4tJrrxkm4vYTGP7F9Xd